# Чирісан (гора)
Чирісан (кор.: хангиль: 지리산, ханча: 智異山, НЛ: Jirisan, МР: Chirisan) — найвища гора материкової частини Республіки Корея, найвища точка Східнокорейських гір. Висота 1915 м над рівнем моря.

## Характеристика
Гора Чирісан є другою за висотою в Південній Кореї після гори Халласан на острові Чеджудо (1947 метрів). Вона входить до складу гірського масиву Чирісан, який, у свою чергу, є південним краєм гірського хребта Собек.
На Чирісані є кілька десятків вершин, найвища з яких — пік Чхонванбон (천왕봉; дослівно «вершина небесного короля», 1915 м). Ще один з найпопулярніших піків — Самсінбон (кор. 삼신봉; «бон» означає «вершина», 1284 м).
На горі знаходяться 7 буддійських храмів, що є пам'ятками архітектури.

## Природа
29 грудня 1967 року горі Чирісан було надано статус національного парку. Загальна площа парку Чирісан становить близько 44 тис. га. Він розташований у трьох провінціях Південної Кореї: Чолла-Намдо, Чолла-Пукто та Кьонсан-Намдо (основна частина розташована в провінції Кенсан-Намдо).
До висоти 1400 м ростуть листяні (з дуба, ясеня) і змішані ліси, вище — хвойні ліси з ялини, сосни, модрини. Регіон є домом для більш ніж 800 видів рослин і тварин. На її схилах мешкають кабарга та горал, росте азалія.

## У культурі
Лі Інно (1152—1220) написав поетичне есе «Долина журавлів у горах Чирісан», деякі літературознавці вважають цей твір програмним для «літератури бамбукових гаїв»: відкидаючи соціальне життя, автор звертається до світу природи, ідеалізуючи її.
Існує легенда, що на стіні монастиря Сангеса в горах Чирісан вирізав ієрогліфи сам Чхве Чхівон.